# Hōchū Ōtsuka
Hōchū Ōtsuka (大塚 芳忠?, Ōtsuka Hōchū; Prefettura di Okayama, 19 maggio 1954) è un doppiatore giapponese.

## Biografia
Nato Yoshitada Ōtsuka, è conosciuto principalmente per aver prestato la voce a personaggi appartenenti ad anime, fra cui Jiraiya (Naruto), Abuto (Gintama) e Akira Sendō (Slam Dunk), Ōtsuka è stato sposato con l'attrice e doppiatrice Kazuko Yanaga fino al 2014, data della morte di quest'ultima.

## Vita privata
È figlio del defunto Chikao Ōtsuka e fratello maggiore di Akio  Ōtsuka, anche loro doppiatori.

## Doppiaggio

### Anime
- Ajin - Demi Human (Satō)
- Anpanman (Katsubushiman)
- Arakawa Under the Bridge (Toru "Shiro" Shiroi)
- Bleach (Metastacia)
- Blood+ (George Miyagusuku)
- Blue Dragon (Killer Bat)
- Brigadoon: Marin & Melan (Melan Blue)
- Captain Tsubasa (Makoto Soda)
- Claymore (Orsay)
- Coyote Ragtime Show (Bruce Dochley)
- Cowboy Bebop (Session 17, Younger Shaft Brother)
- Detective Conan (Kikuji Banchō, Shōichirō Hitomi, Takehiko Hitomi, Katsuo Nabeshima)
- Demon Slayer (Sakonji Urokodaki)
- Dokidoki! Pretty Cure (King Jikochū)
- Durarara!! (Shiki) (EP 15)
- Ergo Proxy (Proxy One)
- Figure 17 (Isamu Kuroda)
- Ken il guerriero: Le origini del mito (Zhāng Tài-Yán)
- Keroro (Nevara)
- Full Metal Panic! The Second Raid (Gates)
- Gallery Fake (Roger Warner)
- Gintama (Abuto)
- Gundam: Requiem for Vengeance (Rolph Ronet)
- Heavy Metal L-Gaim (Mirao Kyao)
- High School! Kimengumi (Nihiruda Yō, Kanzenji Ai)
- Isekai Quartet 2 (Hans Von Vettour)
- Kamen no Maid Guy (Gold Fish Miyatsuguchi) (EP 11)
- Kannagi (Head Maid Cafe owner) (EP 6)
- Kazemakase Tsukikage Ran (Takagaki Kojuro) (EP 11)
- Kurogane Communication (Cleric)
- La principessa sacrificale e il re delle bestie (Galois)
- Metal Armor Dragonar (Tapp Oseano)
- Mobile Fighter G Gundam (Chibodee Crocket)
- Mobile Suit Zeta Gundam (Yazan Gable)
- Mobile Suit Gundam ZZ (Yazan Gable)
- My Sexual Harassment (Niimi)
- Naruto (Jiraiya)
- Neon Genesis Evangelion (Shiro Tokita)
- Nintama Rantarō (Yasujirō, Susumu Masayuki)
- Nodame Cantabile (Miyoshi Takehiko)
- Noir (Krode Feddi)
- One Piece (Montblanc Norland)
- Onimusha (Kensuke Matsui)
- Pocket Monsters (Kyō)
- Monster Princess (Dracul)
- RahXephon (Masayoshi Kuki)
- Ranma ½ (Gindo)
- Rurouni Kenshin (Tokisada Mutō)
- Tantei Gakuen Q (Taiki Yoshinari)
- The Big O (Jason Beck "Gold")
- The Sacred Blacksmith (August Arthur)
- Saiyuki (Doctor Ni Jianyi)
- Saiyuki Reload (Doctor Ni Jianyi)
- Sakamoto Days (Takamura)[1]
- Saki (nonno di Kazue Nanpo)
- Samurai Champloo (Jouji)
- Sasami-san@Ganbaranai (Kamiomi Tsukuyomi)
- Shangri-La (Mi-ko)
- Slam Dunk (Akira Sendoh, Norio Hotta)
- Sleepy Princess in the Demon Castle (Professor Gearbolt)[2]
- SoltyRei (Hou Chuu)
- Sonic X (Red Pine)
- Soul Eater (Little Demon)
- Spice and Wolf (Zheren)
- Suicide Squad Isekai (Pensatore)
- Tekken: Bloodline (Paul Phoenix)
- Texhnolyze (Kohagura Fuminori)
- That Time I Got Reincarnated as a Slime (Hakurou)
- Transformers: Super-God Masterforce (Ranger)
- Transformers: The Headmasters (Ultra Magnus, Crosshairs, Wingspan, Ratbat, Deer Stalker)
- Transformers: Victory (Gaihawk)
- Turn A Gundam (Gavane Gooney)
- Vandread (Tenmei Uragasami; AKA, Buzam A. Calessa "BC")
- Working!! (padre di Mahiru)
- Yaiba (Kotarou)
- Yawara! A Fashionable Judo Girl (Announcer)
- Yu-Gi-Oh! Duel Monsters GX (Titan)
- Zoids: Chaotic Century (Gunther Prozen)

### OAV
- 3×3 Eyes (Jake McDonald)
- Blue Submarine 6 (Alexander David Cekeros)
- Digital Devil - Incarnazione Infernale (Loki)
- DinoZone (Dino Stego)
- Giant Robo: The Day the Earth Stood Still (Gen)
- Hellsing Ultimate (Tubalcain Alhambra)
- The Irresponsible Captain Tylor (Barusarōmu)
- Kamen Rider Den-O: Collection DVD: Imagin Anime (Deneb)
- Last Order: Final Fantasy VII (Martial Artist Turk)
- Legend of the Galactic Heroes (Kāre Wirokku)
- Teenage Mutant Ninja Turtles (Leonardo)

### Tokusatsu
- Gekisou Sentai Carranger (Signalman, BB Donpa)
- Kamen Rider Den-O, Kamen Rider Decade (Deneb)
- Kamen Rider Gaim (Narratore)

### Theater animation
- Bonobono (Sunadori Neko-san)
- Il professor Layton e l'eterna Diva (Ispettore Clamp Grosky)
- Il Signore degli Anelli - La guerra dei Rohirrim (Lord Thorne)
- Ken il guerriero - La leggenda di Hokuto (Shu)
- Kamen Rider Den-O: I'm Born! (Deneb)
- Kamen Rider Den-O & Kiva The Movie: Climax Deka (Deneb)
- Mobile Suit Zeta Gundam A New Translation II: Lovers (Yazan Gable)
- Mobile Suit Zeta Gundam A New Translation III: Love is the Pulse of the Stars (Yazan Gable)
- Nausicaä della Valle del vento (soldato di Tolmekia)
- Turn A Gundam I: Eearth Light (Gavane Gooney)
- Vampire Hunter D (Kyle)

### Videogiochi
- Armored Core 2: Another Age (Emeraude)
- BCV: Battle Construction Vehicles (Jake Hongo)
- Bravely Default (Barras Lehr)
- Castlevania: Lords of Shadow (Negromante)
- D2 (John)
- Death Stranding (Heartman)
- Death Stranding 2: On the Beach (Heartman)
- Destroy All Humans! (Orthopox 13)
- Dragon Quest Rivals (Dragonlord)
- Dynasty Warriors: Gundam (Yazan Gable)
- Dynasty Warriors: Gundam 2 (Yazan Gable)
- Dynasty Warriors: Gundam 3 (Yazan Gable)
- Emio – L'uomo che sorride: Famicom Detective Club (Kimiharu Kamada)
- Enemy Zero (George Takahashi)
- Etrian Odyssey Nexus (Kvashir)
- Fate/Grand Order (Rider/Christopher Columbus)
- Future GPX Cyber Formula: A New Challenger (AKF-0/1B Nemesis)
- Granblue Fantasy (Anderson, Redluck)
- Gungrave: Overdose (Rocketbilly Redcadillac)
- Gunparade March (Hisaomi Sakagami)
- Il professor Layton e il richiamo dello spettro (Ispettore Clamp Grosky)
- Il professor Layton e la maschera dei miracoli (Ispettore Clamp Grosky)
- Il professor Layton e l'eredità degli Aslant (Ispettore Clamp Grosky)
- JoJo's Bizarre Adventure (Joseph Joestar giovane)
- JoJo's Bizarre Adventure: All Star Battle (Hol Horse)
- Kid Icarus: Uprising (Grande Auriga, Ade)
- Kingdom Hearts II (Xigbar)
- Kingdom Hearts 358/2 Days (Xigbar)
- Kingdom Hearts Birth by Sleep (Braig)
- Kingdom Hearts III (Xigbar, Davy Jones)
- Live A Live (Remake) (Sakamoto Ryoma, Tula Han)
- Marvel's Spider-Man (Avvoltoio)
- Metal Gear Solid: Peace Walker (Ramón Gálvez Mena)
- Metal Gear Solid V: The Phantom Pain (Evangelos Constantinou)
- Mighty No. 9 (Countershade)
- Nioh 2 (Otakemaru)
- Onimusha: Warlords HD (Guildenstern)
- Panzer Dragoon Saga (Gash)
- Panzer Dragoon Orta (Gash)
- Persona 5: The Phantom X (Igor)
- Raidou Remastered: The Mystery of the Soulless Army (Capovillaggio)
- Resident Evil 4 (videogioco 2023) (Osmund Saddler)
- Rise of the Ronin (Jules Brunet)
- Rune Factory: Guardians of Azuma (Sakaki)
- Shin Megami Tensei IV (Tayama)
- Street Fighter Alpha 3 (Dee Jay)
- Super Robot Wars Alpha (Yazan Gable)
- Super Robot Wars Alpha Gaiden (Yazan Gable, Gavane Goonny)
- Super Robot Wars Alpha 2 (Yazan Gable)
- Super Robot Wars Alpha 3 (Yazan Gable)
- Super Robot Wars A Portable (Chibodee Crocket, Tapp Oceano)
- Super Robot Wars Z (Yazan Gable, Gavane Goonny, Jason Beck)
- Super Robot Wars Z2: Destruction Chapter (Jason Beck)
- Super Robot Wars Z2: Rebirth Chapter (Jason Beck)
- Super Robot Wars Z3: Hell Chapter (Jason Beck, Gates)
- Super Robot Wars Z3: Heaven Chapter (Jason Beck, Gates)
- Super Robot Wars V (Yazan Gable, Gates, Shiro Sanada)
- Super Robot Wars X (Yazan Gable)
- Super Robot Wars T (Yazan Gable, Chibodee Crocket)
- Tactics Ogre: Reborn (Leundar Balbatos)
- Tales of Rebirth (Walto)
- Tales of Symphonia: Dawn of the New World (Tenebrae)
- Tales of Xillia (Nachtigal I. Fan)
- The Hundred Line: Last Defense Academy (SIREI)
- Trauma Center: New Blood (Luc Rousseau)
- Triangle Strategy (Travis)
- White Knight Chronicles (Dregiaz)
- Yakuza 4 (Kazuo Shibata)
- Yakuza 0 (Kazuo Shibata)

### Film e telefilm
- Ben-Hur (Messala)
- Bram Stoker's Dracula (Conte Dracula) (Japanese Dub 2)
- L'alba dei morti viventi (CJ)
- Desperate Housewives (Paul Young)
- Die Hard 2 (Colonel Stuart)
- Die Hard with a Vengeance (Zeus Carver)
- Dr. Quinn, Medicine Woman (Reverend Timothy Johnson)
- Dune (Feyd-Rautha)
- Enter the Dragon (Williams)
- Il quinto elemento (Korben Dallas)
- Fly Away Home (Thomas Alden)
- Gli amici di papà (Danny Tanner)
- Hannibal (television edition) (Paul Krendler)
- Heartbreak Ridge (Stitch)
- Independence Day (David Levinson)
- Jurassic Park (Dottor Ian Malcolm)
- Kamen Rider: Dragon Knight (General Xaviax)
- Licenza di uccidere (James Bond)
- 007 - Zona pericolo (James Bond)
- Matrix (Agente Smith)
- Miami Vice (Detective Larry Zito)
- Pirati dei Caraibi:La maledizione del forziere fantasma (Davy Jones)
- Predator 2 (Agent Keyes)
- Saw (Doctor Lawrence Gordon)
- Smallville (Doctor Swann)
- Star Trek: The Next Generation (Data)
- Super Size Me (Morgan Spurlock)
- Twin Peaks: Fire Walk With Me (James Hurley)
- Underworld (Lucian)
- Van Helsing (Conte Dracula)
- West Side Story (Tony)
- Il mondo non basta (Davidov)
- X-Files (Investigator John Doggett)
- Kamen Rider: Dragon Knight (Xaviax)
- Il Signore degli Anelli - La Compagnia dell'Anello (Aragorn)
- Il Signore degli Anelli - Le due torri (Aragorn)
- Il Signore degli Anelli - Il ritorno del re (Aragorn)

#### Animazione
- Captain Planet e i Planeteers (Captain Planet, (Narratore)
- Il gigante di ferro (Kent Mansley)
- Tartarughe Ninja (Leonardo)
- Up (Alpha il Doberman)